# Возникновение протетических звуков в праславянском языке
Возникнове́ние протети́ческих зву́ков — праславянское фонетическое изменение. Заключается в появлении согласных *j и *v в начале слова перед гласными.

## Описание явления
В силу фонетических причин *v возникал перед *u (> *ъ) и *ū (> *y), а *j перед *i (> *ь) и *ī (> *i). Ю. В. Шевелёв относит к праславянскому периоду также возникновение протез перед *e- и *ě-.
Скорее всего, уже после распада праславянского языка протетические согласные возникли в отдельных славянских идиомах и перед другими гласными:
- В большинстве славянских языков *j появлялся перед *a-, он отсутствует только в старославянском, а в болгарском наблюдаются колебания (существуют формы как с протезой, так и без неё)[4][5]: праслав. *azъ «я» > ст.‑слав. азъ, болг. аз, но болг. диал. яз, др.-рус. ꙗзъ, ꙗ, рус. я, укр. я, бел. я, сербохорв. jа̑, словен. jàz, jâ, чеш. já, словац. jа, пол. jа, в.-луж. ja, н.-луж. ja, полаб. joz, jо[6];
- Перед *e- во всех славянских языках, кроме восточнославянских, обнаруживается j. Это объясняют как утратой j- в этом положении в правосточнославянском, так и тем, что он никогда не возникал[7]. Пример: праслав. *elenь / *elenъ > ст.‑слав. ѥлень, болг. еле́н, сербохорв. jѐле̑н, словен. jélen, чеш. jelen, словац. jeleň, пол. jelеń, в.-луж. jeleń, н.-луж. jeleń, но др.-рус. олень, рус. олень, укр. о́лень, бел. але́нь[8];
- Перед новым *u-, возникшим из дифтонгов, в украинском, белорусском, южнорусском, нижне- и верхнелужицких, полабском, а также в некоторых польских говорах: праслав. *usta «рот» > укр. вуста́, бел. вуста́, в.-луж. wusta, н.-луж. husta;
- Перед ǫ- в украинском, белорусском, южнорусском, лужицких, болгарском, словенском и польском: праслав. *ǫglь «уголь» > укр. ву́гіль, бел. ву́голь, болг. въгле, словен. vogl, пол. węgiel, в.-луж. wuhl, н.-луж. hugel;
- Перед *o- в украинском, белорусском, южнорусском, лужицких, некоторых польских и чешских диалектах: праслав. *ognь «огонь» > укр. вого́нь, в.-луж. woheń, н.-луж. hogeń.

Чешский учёный В. Шаур полагает, что *i в начале слова в праславянском не переходило в *ь, а сохраняло своё качество, при этом протетического *j перед таким гласным не возникало (однако уже после распада праславянского языка он развился в чешском, ср. чеш. jít «идти» при в.-луж. hić, н.-луж. hyś, словац. ísť, пол. iść, рус. идти, укр. іти, бел. ісці, словен. iti, сербохорв. ići «идти», болг. ида «иду», макед. иде «идёт»). Таким образом, согласно Шауру, для праславянского нужно реконструировать не *jьskra «искра», *jьmę «имя», *jьgra «игра», *jьměti «иметь», а *iskra, *imę, *igra и *iměti соответственно.
Существует несколько примеров появления *v и не перед *u и *ū:
- праслав. *vatra «огонь, очаг» при авест. ātar- «огонь», ирл. áith «печь». Предполагают, что *v здесь могло возникнуть из-за народной этимологии, связавшей данное слово с *vъtrь «кузнец» или *vygъnь «кузница»[4];
- праслав. *ajьce > др-чеш. vajce, чеш. vejce, словац. vajce (но в остальных современных славянских языках с *j: ст.‑слав. аице, рус. яйцо, пол. jaje).

### Протеза или эпентеза?
В науке существуют два объяснения причины возникновения протетических согласных в праславянском языке: появление их в абсолютном начале предложения, после паузы (то есть, как собственно протетические согласные), либо как средство устранения зияний, возникших вследствие действия закона открытого слога. Первой точки зрения придерживался А. Брюкнер, второй — В. Вондрак, А. Мейе, Й. Зубатый, Г. А. Ильинский, Ф. Травничек, С. Б. Бернштейн.
Сторонники того, что хиат послужил причиной возникновения протетических гласных, полагают, что они появлялись только в середине предложения, и указывают на то, что протетического согласного не получали многие частицы и союзы, обычно начинавшие предложение, например рус. а или этот.
Их оппоненты утверждают, что праславянский язык вовсе не стремился избегать зияний, о чём говорят формы имперфекта с хиатом (ст.‑слав. знаахъ, видѣахъ), а также формы с хиатом, возникшим в результате выпадения интервокального j (въздаати) в старославянском языке и или начального j в положении перед u- в древнерусском языке (юноша > ѹноша).
В. К. Журавлёв в рамках своей теории группофонем попытался объяснить появление протетических согласных процессом передачи гласными признаков диезности и бемольности предшествующему согласному. Зияние, согласно гипотезе учёного, имело только второстепенное значение.

### Примеры
- пра-и.е. *udros > праслав. *ūdrā > *vydra «выдра». Ср. лит. ū́dra, латыш. ûdris, прусск. wudro «выдра», санскр. उद्रः (IAST: udráḥ) «водяное животное», др.-греч. ὕδρα «гидра, водяная змея», др.-исл. otr, др.-в.-нем. ottar «выдра»[17][18];
- пра-и.е. *h1en(i) > праслав. *un > *vъn «в»[19][20];
- пра-и.е. *h1eg'hs > праслав. *iz > *jьz «из». Ср. лит. ìš, латыш. iz, прусск. is «из»[18][21][22];
- пра-и.е. *hxihxlu- > праслав. *īlus > *jilъ «ил». Ср. латыш. īls «очень темный», др.-греч. ἰλύς «ил, грязь, тина»[1][23][24][25].

## Хронология

### Относительная хронология
С. Б. Бернштейн полагал, что протетический *j перед [e], [ě1], [ь] и [a] появился до образования носовых гласных.
В. К. Журавлёв считает возникновение праславянских протетических согласных древним процессом, относящимся к той же эпохе, что и совпадение o и a, ō и ā.

### Абсолютная хронология

#### Данные заимствований
По мнению Ю. В. Шевелёва, протетические согласные возникли после славяно-готских контактов, о чём говорит их наличие в славянских заимствованиях из готского:
- гот. aúrtigards «сад» > праслав. *urtigard- > *vьrtogordъ (ст.‑слав. врьтоградъ «огород, сад»).